# إدي اندروز
إدي اندروز (بالإنجليزية: Eddie Andrews)‏ هو لاعب اتحاد الرغبي جنوب أفريقي، ولد في 18 مارس 1977 في كيب تاون في جنوب أفريقيا.

## وصلات خارجية
- إدي اندروز عل موقع إسبنسكروم (الإنجليزية)